# Geiersteinbach
Der Geiersteinbach, auch Bach am Sandbühlerhof genannt, ist ein gut zwei Kilometer langer Wasserlauf im südpfälzischen Wasgau (Rheinland-Pfalz) und ein linker Zufluss der Lauter, die hier, an ihrem Oberlauf, noch Wieslauter genannt wird.

## Geographie

### Verlauf
Der Geiersteinbach entspringt im Wasgau auf einer Höhe von 229 m ü. NHN  am Südrand von Busenberg in einer Grünzone. 
Er fließt zunächst in Richtung Südwesten. Bei den Dorfwiesen vereinigt er sich mit einem südlichen Quellast. Er läuft nun in einer Grünzone durch die Morastwiesenhalde, bildet dort drei kleine Weiher und wird auf seiner linken Seite vom Drachenbach verstärkt. Danach fließt der Geiersteinbach erst durch die Flur Morastwiesen, dann die Langwiesen und anschließend durch die namengebenden Geiersteinwiesen. 
Sein weiterer Weg führt ihn südlich am Sandbühlerhof vorbei, er unterquert noch die Landesstraße 489 und gleich danach die Gleisanlagen der Wieslauterbahn  und mündet schließlich unterirdisch verrohrt auf einer Höhe von 195 m ü. NHN von Osten und links in die aus dem Norden heranziehende Wieslauter.
Der rund 2,2 km langer Lauf des Geiersteinbachs endet ungefähr 34 Höhenmeter unterhalb seiner Quelle, er hat somit ein mittleres Sohlgefälle von etwa 16 ‰.

### Einzugsgebiet
Das 5,714 km² große Einzugsgebiet des Geiersteinbachs liegt im Dahner Felsenland und wird durch ihn über die Lauter und den Rhein zur Nordsee entwässert.
Der südliche Bereich des Einzugsgebiets ist fast vollständig bewaldet, im nördlichen wechseln Wälder, Grünland und Siedlungen.
Die höchste Erhebung ist der Jüngstberg mit einer Höhe von 491,1 m ü. NHN im Südosten des Einzugsgebiets.

### Zuflüsse
- Drachenbach (links), 0,3 km, 1,96 km²